# 인천굴포초등학교
인천굴포초등학교는 대한민국 인천광역시 부평구에 있는 공립 초등학교이다.

## 학교 연혁
- 2004년 10월 4일: 개교

## 참고 자료
- 인천굴포초등학교 - 한국교육학술정보원 학교알리미
- 운동장이 작은 편이다.
- 급식실이 별도로 없다. (최근 학교에서는 운동장에 급식실 신축을 추진하였으나, 이 과정에서 급식실 신축시 아이들의 활동공간인 운동장이 대폭 축소된다는 사실을 알게된 다수 학부모들의 반대로 현재 잠정 중단중에 있으며, 학교 및 관할 교육청 측은 신축과 함께 유휴 교실을 활용한 리모델링 등 여러 방안을 학부모들과 함께 논의중에 있다.)
- 급식실 신축과 관련한 추가 내용은 아래 링크 참조
- 경인일보 기사
- 인천일보 기사
- 교실에 공기청정기가 설치되어 있으며 강당이 크다.
- 전면동과 후면동으로 나누어져 있다.